# Labidosa
Labidosa is een geslacht van vlinders van de familie bladrollers (Tortricidae).

## Soorten
- L. ochrostoma (Meyrick, 1918)
- L. sogai Diakonoff, 1960